# Tales of Fandom Vol.1
Tales of Fandom Vol.1 (テイルズオブファンダム Vol.1, Teiruzu obu Fandamu Vol.1) est un jeu vidéo d'aventure développé et édité par la société japonaise Namco sur PlayStation en 2002 sous deux versions, Cless et Mint.